# 弗雷皮永
弗雷皮永（法語：Frépillon，法語發音：[fʁepijɔ̃] ⓘ）是法国法兰西岛大区瓦兹河谷省的一个市镇，位于该省中北部，属于蓬图瓦兹区。

## 地理
弗雷皮永（49°3'6"N, 2°12'18"E）面积3.35 平方千米，位于法国法蘭西島大區瓦兹河谷省，该省份为法国北部内陆省份，北起瓦兹省，西接厄尔省，南至塞纳-圣但尼省、上塞纳省和伊夫林省，东临塞纳-马恩省。
与弗雷皮永接壤的市镇（或旧市镇、城区）包括：维利耶亚当、贝桑库尔、瓦兹河畔梅里、塔韦尼。

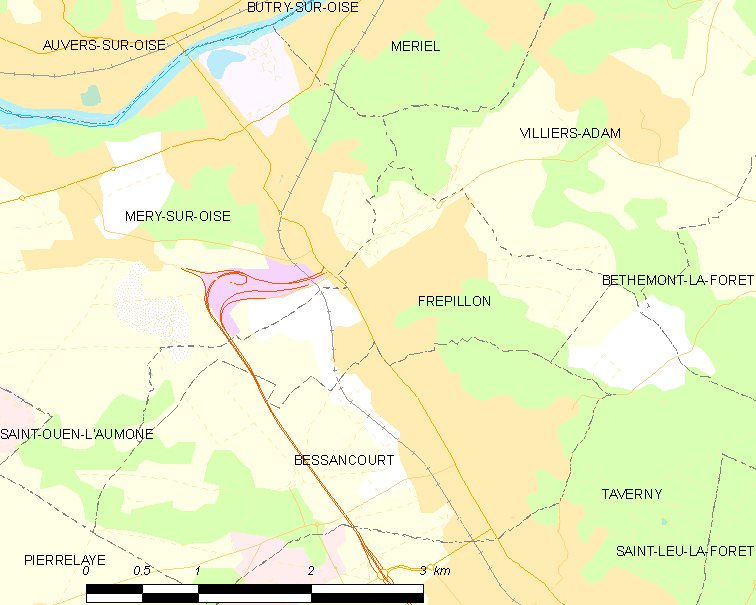
弗雷皮永的OSM定位图

弗雷皮永的时区为UTC+01:00、UTC+02:00（夏令时）。

## 行政
弗雷皮永的邮政编码为95740，INSEE市镇编码为95256。

## 政治
弗雷皮永所属的省级选区为圣旺洛莫讷县。

## 人口

1962-2008年间弗雷皮永人口变化图示

弗雷皮永于2022年1月1日时的人口数量为3327人。